# Dryopteris tyrrhena
Dryopteris tyrrhena là một loài dương xỉ trong họ Dryopteridaceae. Loài này được Fraser-Jenk. & Reichst.in Fraser-Jenkins mô tả khoa học đầu tiên năm 1975.
Danh pháp khoa học của loài này chưa được làm sáng tỏ. 